# Экобионика
Экобио́ника — (от др.-греч. οίκος+βίον  — «дом+элемент жизни») — прикладная наука, представляющая собой один из разделов бионики
и основанная на концепции техники как части развивающейся биосферы.
В экобионике технологическое развитие человечества трактуется как необходимое условие перехода глобальных биосоциальных и социотехнических структур в ноосферные структуры. Такой переход предполагает разработку технических систем с возможностью изначального их встраивания в биосферные процессы. Исследования в этом направлении основаны на изучении фундаментальных процессов, свойственных живым системам. Прежде всего — это процессы самоорганизации и возникновения структурной информации. Такого рода исследования сконцентрировались вокруг теории нелинейных динамических систем, которая получила общее название — синергетика. По-видимому, наиболее перспективное направление дальнейшего развития техники связано с его «биологизацией». В связи с этим открываются широкие возможности как в плане разработки новых технических концепций, так и в решении глобальных проблем взаимодействия техники и биосферы.

## Основные направления экобионики
Основная концепция экобионики — это создание технических систем базирующихся на фундаментальных принципах развития биологических систем. При этом предполагается не точное копирование биосистем, а использование более глубоких механизмов, лежащих в основе процессов самоорганизации биосистем различного уровня (от молекулярного до биосферного) для реализации технических решений. Прежде всего исследования касаются создания искусственных систем, лежащих в основе теории техногенеза. В связи с этим предполагается проведение исследований в двух основных направлениях, между собой тесно связанных:
1. Разработка технических систем большого масштаба (предприятий, промышленных комплексов, региональных технических комплексов, техносферы в целом) в связи с их взаимодействием с биосферой[7],
2. Создание технических систем, включая наноуровень.[8], в основе которых лежат биологические принципы организации живой материи.

## Особенности экобионики и история развития
Экобионика отличается от традиционных исследований в области бионики направленностью исследований и воссозданием эмерджентных свойств коллектива взаимодействующих технических и биологических систем. Бионика, возникшая в начале 60-х годов XX века, своим девизом избрала принцип «живые прототипы — ключ к новой технике». Казалось, достаточно использовать многие идеи и конструктивные решения, заложенные в живых системах, и можно будет создавать принципиально новые технические конструкции. Однако метод простой аналогии без разработки глубокой теоретической основы, лежащей за рамками чисто технической проблематики, не мог привести к существенным результатам. Со временем энтузиазм, связанный с традиционным бионическим подходом, постепенно стал угасать. Однако исследования в области робототехники, искусственного интеллекта, информационных технологий, теории технических систем возродили на новом уровне интерес к биоподобным техническим системам. Более того, стало очевидным, что закономерности развития современных технических систем близки к закономерностям развития биосистем. Появились такие понятия, как техноценозы, биотехноценозы, социотехноценозы и тому подобное. С другой стороны, исследования в области биологии (от молекулярной биологии до теории биосферы) дали очень много для разработки новых идей в области техники.
Другим весьма важным импульсом разработки концепции экобионики послужила опасность грядущего экологического кризиса. Одна из наиболее важных задач экобионики — разработка технических систем органически встраиваемых в биосферные (экологические) процессы. При этом предполагается разработка таких технологических процессов, которые не выводили бы из равновесия всю структуру сложных взаимосвязанных экологических процессов. Само понятие «экобионика» сформировалось в начале 90-х годов XX века. Авторами термина «Экобионика», в том смысле, который вкладывается в этот термин в данной статье, были Каганов Ю. Т. и Щелкановцев С. В. Большую роль в становлении экобионики сыграли работы Кудрина Б. И. и его последователей в разработке нового направления — технетика. В дальнейшем существенный вклад в развитие экобионики внесли работы Редько В. Г. по эволюционной кибернетике, а также работы Анохина К. В. в области исследования мозга и нейрокибернетики. В 1996 году в МГТУ им. Н. Э. Баумана был организован постоянно действующий семинар «Экобионика», где обсуждались проблемы техногенеза и его связи с экологическими проблемами, перспективы развития робототехники и искусственного интеллекта, разработки в области многоагентных систем и «искусственной жизни», искусственных неронных сетей, генетических и эволюционных алгоритмов, нечетких систем управления и принятия решений. Семинар «Экобионика» продолжает работать и в настоящее время.

## Уровни разработки экобионических систем
Можно выделить 5 уровней разработки экобионических систем:
1. биологический, связанный с созданием адаптационных механизмов и их поддержкой при взаимодействии человека и биологической инфраструктуры биосферы (например, создание иерархии биосферных заповедников, изолированных от техногенных источников воздействия на среду);
2. биотехноценозный — создание экологически замкнутых биосферных структур, обладающих автономностью и определенными целевыми установками; каждый техноценоз должен быть хорошо согласован с деятельностью биогеоценоза в рамках которого он создается;
3. техногенный — разработка технических систем, создаваемых на принципах самоорганизации; такие системы должны иметь определенные свойства живых систем, а их «жизнедеятельность» должна органично включаться в биосферные процессы;
4. биосоциальный — разработка и согласование технических и социально-технических структур в единые экобиосоциальные комплексы;
5. психологический — разработка теории деятельности технических систем с учётом взаимодействия коллективов людей и экобионических систем; в перспективе создание новой информационной техники повлечет за собой и создание психологических теорий, связанных с исследованием и реализацией систем искусственного интеллекта и искусственного разума.

Проблема создания экобионических систем тесно связана с проблемой взаимодействия (интерфейса) человек—машина. Эта проблема имеет много аспектов, из которых наиболее важные социальный, психологический и эргономический аспекты. Колоссальный скачок в развитии информационной техники и средств связи, а также систем управления, привел к принципиально новому взгляду на технические системы и их взаимоотношения с человеком. Технические системы приобретают характер социотехноценозов. Уже нельзя рассматривать создание технических систем вне контекста социальных и психологических проблем. Это особенно актуально в связи с катастрофической информационной активностью в семиосфере. При этом компьютерная техника играет двоякую роль, являясь и причиной, и средством укрощения информационного взрыва. Эта ситуация требует тщательного исследования социальных и психологических аспектов взаимодействия человека и информационных систем.
Особо отметим несколько направлений экобионических моделей, связанных с проблемами психологии.
1. «Искусственная жизнь» — это направление, возникшее в середине 80-х годов XX века, бурно развивается, используя идеи, которые сформировались в начале 60-х годов XX века в рамках теории клеточных автоматов. Большую роль в этом направлении сыграли работы в области синергетики и теории эволюционных алгоритмов.
2. «Нейроинтеллект» — направление, тесно примыкающее к предыдущему направлению и связанное с исследованиями по созданию нейроподобных вычислительных систем, обладающих способностью к самообучению и формированию совместно с человеком решений в сложных ситуациях.
3. «Глобальный мозг» — направление, связанное с исследованием коллективного интеллекта человечества, объединенного с помощью информационных и сетевых (Internet) технологий в единую интеллектуальную систему.